# Mesosigara
Mesosigara is een geslacht van wantsen uit de familie van de Corixidae (Duikerwantsen). Het geslacht werd voor het eerst wetenschappelijk beschreven door Popov in 1971.

## Soorten
Het genus is monotypisch en bevat alleen de volgende soort:

- Mesosigara kryshtofovichi Popov, 1971